# Венгерско-испанские отношения
Венгерско–испанские отношения - это двусторонние отношения между Венгрией и Королевством Испания. Обе страны являются членами Совета Европы, Европейского союза, НАТО, ОЭСР и Организации Объединенных Наций.

## История
Исторически Венгрией (как частью Австро-Венгерской империи) и Испанией на протяжении нескольких столетий правил Дом Габсбургов. Таким образом, обе империи были союзниками в нескольких войнах, таких как Тридцатилетняя война и Османско–габсбургские войны. В октябре 1918 года Королевство Венгрия стало независимым после распада Австро-Венгрии.
Во время Гражданской войны в Испании более 1000 венгерских добровольцев сражались на стороне республиканской фракции. У венгерских добровольцев был свой собственный батальон, известный как батальон Ракоши. В феврале 1938 года Венгрия во главе с Миклошем Хорти официально признала правительство Франсиско Франко.
В 1945 году, вскоре после окончания Второй мировой войны, Испания разорвала дипломатические отношения с Венгрией после того, как эта нация стала коммунистической страной. В январе 1977 года обе страны восстановили дипломатические отношения.
Двусторонние отношения между Венгрией и Испанией хорошие на политическом уровне. Никаких известных разногласий между двумя странами нет. В 2017 году обе страны отметили 40-летие установления дипломатических отношений.

## Двусторонние соглашения
Обе страны подписали несколько двусторонних соглашений, таких как Договор о судебном урегулировании и арбитраже (1929); Соглашение о воздушном транспорте (1974); Соглашение о коммерческих обменах, навигации, транспорте и развитии экономического, промышленного и технического сотрудничества (1976); Соглашение о научно-техническом сотрудничестве (1979); Соглашение о культурном и научном сотрудничестве (1982); Соглашение о сотрудничестве в сфере туризма (1982); Консульское соглашение (1982); Соглашение об избежании двойного налогообложения и предотвращении уклонения от уплаты налогов в вопросах налогов на доходы и имущество (1984); Соглашение о взаимном исполнении судебных решений по уголовным делам (1987); Соглашение о взаимном Признание сертификатов и ученых званий (1989); Соглашение о поощрении и взаимной защите инвестиций (1989); и Договор о дружбе и сотрудничестве (1992).